# 常磐快速線
常磐快速線（日语：／ Jōban kaisoku sen */?）是東日本旅客鐵道（JR東日本）東京都台东區上野站至茨城縣取手市取手站之间的属于常磐线的列车运行系統的名稱，在列車廣播及路線圖等旅客信息中一般被標示為「常磐線（快速）」，车站编号中所使用的线路记号为JJ。常磐快速线连接东京都心和千叶县西北部（东葛地域）的松户市和柏市等卫星城，是前往东京的通勤、通学路线。
列车运行系统中的 “常磐线快速 ”，是指上野站直接运行至取手站的系统，详细来说，它包含东北本线上野站至日暮里站的区间，以及常磐线日暮里站至取手站的区间。也有列车会直通运行于成田线我孙子支线的我孙子站 - 成田站之间的路段，另外自 2015 年 3 月 14 日起，部分列车开始经由上野东京线前往东海道本线（东海道线）的品川站，因此品川站 - 上野站之间的区间以及我孙子站和成田站之间的区间也可视为系统中包含的区间。绫濑站和取手站之间的路段为四线路段，缓行线被称为常磐缓行线，其列车从绫濑站与东京地铁千代田线互相直通。
本文介绍品川站和取手站之间的 “常磐线快速”列车和 “常磐线（中距离列车，中电）”的运行形态。

## 概要
它从东京市中心延伸至茨城县南部的取手市，途经北千住、千叶县西北部（东葛地区）的松户市和柏市，以及我孙子市的天王台。全部路段都发挥着来往东京的通勤和通学路线的作用。
常磐线从北千住站至取手站为四线线路，快速线位于绫濑站和金町站之间缓行线的南侧，金町站和取手站之间缓行线的北侧。常磐线快速系统的列车在这段四线区间的快速线上运行，与缓行线列车换乘时需要更换站台进行换乘。
日本国有铁道時代，作为通勤五方面作战的一环，常磐线绫濑站至我孙子站区间在1971年4月20日完成四线化改造，自此上野站至取手站区间的各站停车列车与快速列车分离，之后，各停列车行经的线路称为常磐緩行線，而原先在常磐线运行的中距離列車、特急、急行等優等列車、貨物列車以及新增的上野来往取手的快速列车，行经的线路则称为“常磐快速線”。此后在1982年11月15日，常磐线四线区段延长至取手站。
从上野站至取手站为直流电供电，但自取手站相邻的藤代站起，由于直流电气化系统会影响位于茨城县石冈市柿冈的气象局地磁场观测站的观测，因此采用交流电气化方式，并在取手站和藤代站之间设置了中性区。 因此，在取手站终到的列车和自我孙子站直通进入成田线直流区间的列车使用涂有绿色线条的E231系直流电车，而运行于藤代站以北的交流区段的中距离普通列车必须使用配有蓝色线条的E531系交直流两用电车。交流列车设备的成本较高，因此使用方式也不同。
2009 财政年度，松户站和北千住站之间的高峰时段的每小时客流量共计 66 720 人次，其中快速列车 34 480 人次，中距离列车 32 240 人次。 在同一时期和路段，快速列车的混杂率为 173%，中长途列车的混杂率为 179%，两者的平均拥堵率为 176%，这一数字接近 180%，大致被认为是 “身体接触但可以阅读报纸 ”的标准。

## 運行形態

停車站表

常磐快速线的旅客列车大致分为特急、上野站－取手站间运行的快速列车、到达取手站后继续开往土浦、水户方向的中距離列車（即为蓝色E531系担当的“普通”和“特別快速”）。
2015年3月14日起，快速列车和中距离列车（普通）的停靠站统一，并统一使用“快速”的指示名称，但运用的列车不同，快速列车涂上翠绿色和黄绿色带（■■），不设绿色车厢，中距离列车涂上蓝色带（■），设有绿色车厢。前者为直流电车，只在直流电气化路段运行，而后者为交直流两用电车，它们不会止于取手站，会进入交流电气化路段继续开往土浦、水户和胜田方向。
在本文中，如果不需要特别区分快速列车和中距离列车（普通列车），则将它们统称为“快速”列车。
上野站－取手站间运行的“快速”列车的标准行车时间约40分钟，最快班次39分钟、普通列車最快38分钟。2006年3月18日时刻表调整，中午时段（11时至14时）采用不等间隔时刻表，上野站 - 我孙子站间的“快速”为每小时6班（快速列车和中距离列车各3班），特別快速列车有1班。2022 年 3 月 12 日的时刻表修订，大幅减少了特别快速列车的班次数量，该时段内的快速列车和中距离列车依旧各为 3 辆。 在我孙子站和取手站之间，白天时段每小时共有 5 列快速列车，这段区间上行列车的班次间隔为 13-17 分钟，下行列车的班次间隔为 20 分钟。在白天时段以及周末和节假日的夜间，快速列车和中距离列车几乎交替运行，但在其他时间，快速列车的比例较高。
| 路線       | 路線                | 上野東京线 是否直通    | 常磐快速線 | 常磐快速線 | 常磐快速線 | 常磐快速線 | 常磐快速線  | 常磐快速線  | 常磐快速線            | 常磐快速線   | 常磐線 水户方向 |             |
| 车站＼种类 | 车站＼种类          | 上野東京线 是否直通    | 上野       | 上野       | …          | 我孫子     | 我孫子      | …           | 取手                  | 取手         | 常磐線 水户方向 |             |
| ---------- | ------------------- | ---------------------- | ---------- | ---------- | ---------- | ---------- | ----------- | ----------- | --------------------- | ------------ | --------------- | ----------- |
| 班次数量   | 特急                | ←直通 于品川站始发终到 | 1班        | 1班        | 1班        | 1班        | 1班         | 1班         | 1班                   | 1班          | →开往磐城・仙台 |             |
| 班次数量   | 特急                | ←直通 于品川站始发终到 | 1班        | 1班        | 1班        | 1班        | 1班         | 1班         | 1班                   | 1班          | →开往胜田       |             |
| 班次数量   | 特別快速            | ←直通 于品川站始发终到 | 1班        | 1班        | 1班        | 1班        | 1班         | 1班         | 1班                   | 1班          | →开往土浦       |             |
| 班次数量   | 快速 （中距离列车） | ←直通 于品川站始发终到 |            |            |            |            |             |             |                       |              |                 |             |
| 班次数量   | 3班                 | 3班                    | 3班        | 3班        | 3班        | 3班        | 3班         | 3班         | →开往土浦・水户・胜田 |              |                 |             |
| 班次数量   | 快速                |                        |            |            |            |            |             |             | →开往土浦・水户・胜田 |              |                 |             |
| 班次数量   | 否 于上野始发终到   | 2班                    | 2班        | 2班        | 2班        | 2班        | 2班         | 2班         | 2班                   | 取手始发终到 | 取手始发终到    |             |
| 班次数量   | 否 于上野始发终到   | 1班                    | 1班        | 1班        | 1班        | 1班        | →直通至成田 | →直通至成田 | →直通至成田           | →直通至成田  | →直通至成田     | →直通至成田 |

请注意，现时下行特别快速仅存两班，分别于14：55、15：55于品川站始发。

### 快速列车
本节介绍仅在品川站・上野站 - 取手站之间运行的快速列车。
1971年4月20日常磐线实行缓急分离后，常磐缓行线列车改为直通地铁千代田线，不再进入上野站，为舒缓客运压力，常磐线增开上野站－取手站间运行的快速列车，车次编号以“H”结尾。当时的主力车型为翠绿色车身的103系，而由国铁监修、JTB发行的时刻表则将其描述为“蓝色电车”或“蓝电”(「青電」)。
1972年10月2日，为舒缓松户站的换乘压力，快速列车加停柏站，此后停靠站点再无变化。1982年11月15日，我孙子站－取手站区间完成四线化，当时曾计划快速列车取消停靠天王台站，但因乘客反对而未果。
快速列车在中午时段（11时至14时）每小时开行2至3班，上野站发车时间为每小时的02分、22分（均以取手站为终点）、42分（往成田站），取手站发车时间为每小时03分、27分，成田线往上野的直通列车则在每小时57分从我孙子站发出。早晚高峰期列车班次会加密。
部分快速列车在我孙子站进入成田线直通运营，过去直通列车只在早晚高峰开行，2006年3月18日开始增加日间时段的直通车次。部分直通列车会与取手站发出的缓行线列车缓急接续（官方的乘车指导并无提到）。一些在我孙子站进行编组的联结或解挂的列车在该站的停留时间较长。
部分快速列车以松户站或我孙子站始发或终到，大多以上野站为另一始发或终到站。过去曾安排部分列车在中途站折返（一般安排在我孙子站）。
早间时段上行5班列车（休息日为2班）和傍晚至夜间的部分列车（16至17时、21至22时每小时2至3班）为品川站始发或终到的列车，不过早间时段终到品川的列车折返后不会运营，而是返回车辆基地停留至傍晚，因此早间时段下行列车和傍晚时段从松户站和我孙子站发出的列车会减少。
除夕至元旦时不通宵运营，只运营常磐线各站停车列车（即往返于我孙子站，直达东京地铁千代田线的列车）（2020 年曾计划运营但取消，2021 年未计划运营）。

### 中距离列车
常磐线四线化前，曾开行停靠各站的列车（国电）以及只停靠部分站点的“普通列车”（中距离列车），车次编号以“M”结尾，当时运用的列车为棕红色涂装，为了与快速列车相对比，故俗称为“红电”（“赤電”），中距离列车也被称为“中电”。此后茨城县在1985年召开国际科学技术博览会，中距离列车涂装改为白底蓝带，因此又俗称为“白电”。目前中距离电车采用蓝色带涂装，俗称为“蓝电”（第二代）。
1971年4月20日，绫濑站－我孙子站间完成四线化，常磐线实行缓急分离，原先停靠各站的列车改为行驶常磐缓行线，而去往取手以北的中距离普通列车则在快速线行驶。常磐线的中距离列车被称为“普通”列车。
1970年代后半叶，交流电化区间内的藤代站－土浦站沿线逐步发展，为提高中距离列车运力，常磐快速线引进415系500番台列车，这款列车是第一款全列设置纵向座椅的近郊型列车。初期，中距离列车在日间每小时只开行1班，傍晚每小时只有2班，直至国际科学技术博览会召开前的1985年3月调整时刻表后大幅增加班次，最大编组也达到15节。
1971 年，绫濑站和我孙子站之间的线路变为四线线路，往返于上野站的常磐快速线列车和直通往返于营团地铁千代田线（现在的东京地铁千代田线）的常磐缓行线的运行被分离。 此时，一直以来的 “电车”（各站停车）开始在四线线路的缓行线上运行，并允许从绫濑站直通进入千代田线。 这些 “常磐缓行线上行驶的列车”后来被称为“各站停车”，以区别于那些到达取手站之后继续开往土浦站和水户站的中距离普通列车。中距离列车在四线区间的快速线的轨道运行。
目前运营的中距离列车有两种：“普通”和自 2005 年 7 月 9 日起运营的 “特别快速列车”。 前者的停靠站点与上述快速列车的停靠站点一致，其在常磐快速线的区间内也会被标示为“快速”。 白天时段（11:00 - 14:00），列车于上野站开出的时间统一为每小时的 12 分、32 分和 52 分（均从品川出发），而从取手始发终到品川的列车统一为每小时的 21 分、42 分和 59 分（11点时段为 56 分）。经由上野东京线的直通列车几乎全天运行（从上野东京线开通到 2017 年 10 月时刻表修订前，直通列车只在白天和晚上运行）。 此外，每天早上还有一班下行列车和一班末班车往返于我孙子站，末班的上行列车会与开往上野的快速列车进行缓急接续。 该快速列车还在松户站与开往北千住的最后一班各站停车列车进行缓急接续。
在2005年7月9日首次开通时，特别快速列车每小时开行5.5对，2006年3月18日至2022年3月11日间为6对，在上野站至取手站之间只停靠日暮里站、松户站、柏站，取手站以北的区段则停靠沿途各站，为首都圈第一批达到130公里/小时行车速度的普通通勤列车，标准行车时间为上野站至土浦站55分钟，从上野站到松户站、柏站、取手站则分别需要15分钟、23分钟、31分钟。2015年3月14日调整时刻表后，特别快速列车加停北千住站，从上野站到北千住站、松户站、柏站、取手站分别需要9分钟、17分钟、25分钟、33分钟。2022年3月12日调整时刻表后，特别快速列车大幅削减，上、下行各只有2班，上行方向在9时、10时于取手站发车，下行方向在15时、16时于上野站发车。 特别快速的开通是由于并行线路 “首都圈新都市铁道筑波快线 ”的开通，是为了应对筑波快线的高速运行的列车而设立的，当时使用的是新型 E531 系列车。
1991年3月16日调整时刻表后，曾在工作日早间上行方向以及每天傍晚下行方向开行通勤快速列车，最多时早间上行方向每小时3班，傍晚下行方向每小时1班，2005年7月9日起早间上行方向减至每小时2班，2006年3月18日调整时刻表后取消，被普通列车置换。当时通勤快速列车停靠日暮里站、松户站、柏站、取手站、牛久站。
此外，在2019年8月以前，每逢常陆那珂市国营常陆海滨公园举办ROCK IN JAPAN FESTIVAL，常磐快速线会开行临时快速列车运送游客，2011年的临时快速列车在常磐快速线内停靠取手站、我孙子站、柏站、松户站、北千住站、日暮里站、上野站，2012年的临时快速列车也停靠天王台站、南千住站、三河岛站，2008及2009年则有开行下行列车，与快速列车停靠站相同。

#### “快速”称呼统一
最初，常磐快速线的中距离列车（普通列车）和快速列车停车站不同，在上野站至取手站区间，普通列车停靠站比快速列车还要少，且与缓行线的各站停车混淆，让乘客产生困惑。
1971 年 4 月 20 日，该线路刚刚完成四线化改造之初，中距离列车会通过三河岛站、南千住站、北千住站、柏站和天王台站。自 1972 年 10 月 2 日，柏站的快速线站台建成后，上下行列车白天均停靠柏站，1980 年 10 月 1 日起所有列车均停靠柏站，1985 年 3 月 14 日起停靠北千住站。在1985年3月13日之前，列车有时会在我孙子站和松户站利用待避设备超越快速列车。
在日本国有铁道私有化后，自 1988 年 3 月 13 日起，所有中距离列车在天王台站停靠，白天时段也在三河岛站和南千住站停靠，因此白天时段在上野站和取手站之间与快速列车在同一站点停车。从 2004 年 3 月 13 日开始，所有中距离列车都在南千住站和三川岛站停车，与上野站和取手站之间的快速列车停车站没有区别。
因此，从同年 10 月 16 日开始，在上野站和取手站之间，直达土浦、水户的中距离列车在旅客讯息上也开始被统一标示为“快速”列车，在信息上与之前的 “快速电车”没有区别，在取手以南也没有“各站停车”和“普通列车”的区别，用户难以理解的情况也得到了解决。

不过在《JR时刻表》和《JTB时刻表》中，中距离列车（普通列车）和快速列车仍然被视作不同的系统而分开标注。此外，JR东日本的新闻稿中，中距离列车仍保留着“普通电车（中距离电车）”或“普通列车（中距离电车（列车））”的称呼。
管辖常磐线取手站以北区段的JR东日本水户支社在其网站上偶尔将中距离列车标注为“上野、取手间快速运行”，但其下辖车站张贴的上野方向时刻表仍将中距离列车称为“普通列车”，有时甚至称为“各站停车”。
| 停车站   | 停车站 | 上野 | 日暮里 | 三河岛 | 南千住 | 北千住 | 松户 | 柏 | 我孙子 | 天王台 | 取手 | 备注                                                               |
| -------- | ------ | ---- | ------ | ------ | ------ | ------ | ---- | -- | ------ | ------ | ---- | ------------------------------------------------------------------ |
| 快速列车 | 1971年 | ●    | ●      | ●      | ●      | ●      | ●    | ―  | ●      | ●      | ●    |                                                                    |
| 快速列车 | 1972年 | ●    | ●      | ●      | ●      | ●      | ●    | ●  | ●      | ●      | ●    | 停靠柏站                                                           |
| 普通     | 1971年 | ●    | ●      | ―      | ―      | △      | ●    | ―  | ●      | ―      | ●    | 北千住站只在早间上行方向停靠                                       |
| 普通     | 1972年 | ●    | ●      | ―      | ―      | △      | ●    | ◇  | ●      | ―      | ●    | 中午停靠柏站                                                       |
| 普通     | 1980年 | ●    | ●      | ―      | ―      | △      | ●    | ●  | ●      | ―      | ●    | 全日停靠柏站                                                       |
| 普通     | 1985年 | ●    | ●      | ―      | ―      | ●      | ●    | ●  | ●      | ―      | ●    | 全日停靠北千住站                                                   |
| 普通     | 1988年 | ●    | ●      | ◇      | ◇      | ●      | ●    | ●  | ●      | ●      | ●    | 全日停靠天王台站，中午停靠三河岛站、南千住站，与快速列车停站相同。 |
| 普通     | 2004年 | ●    | ●      | ●      | ●      | ●      | ●    | ●  | ●      | ●      | ●    | 全日停靠三河岛站、南千住站，与快速列车停站相同。                   |
| 特别快速 | 2005年 | ●    | ●      | ―      | ―      | ―      | ●    | ●  | ―      | ―      | ●    |                                                                    |
| 特别快速 | 2015年 | ●    | ●      | ―      | ―      | ●      | ●    | ●  | ―      | ―      | ●    | 停靠北千住站                                                       |

图例 ●：停靠 △：早间上行方向（往上野站）停靠 ◇：中午停靠 ―：通过

### 特急
连接东京市区和茨城县、福岛县的常陆号、常磐号列车也行经常磐快速线，除早高峰上行方向和晚间下行方向各一班列车外，停靠柏站。

### 货物列车
常磐快速线也有JR货物的货物列车行驶，数量较多，不过在马桥站和金町站之间运行的千叶方向集装箱列车和运油列车改经武藏野线和京叶线后，常磐快速线的货物列车数量减小。此外，与东京地下铁相关的甲种运送会在常磐快速线上进行，期间绫濑站及松户站之间的线路会封锁。

## 使用車輛
常磐快速线行经的区段均采用直流電1,500V电气化，但由于取手站之后的藤代站以北区段邻近茨城县石冈市柿冈的气象厅电磁观测所，采用直流电化会影响其观测，需要采用交流电化，取手站及藤代站之间也设有分相区，因此以取手站为终点的车次以及跨线至成田线的车次使用黄绿、翠绿色带的E231系直流电力动车组，而进入藤代站及以北区段的中距离列车，则需要使用蓝色带的E531系交直流双供电制式车型。
現役車輛
- 特急列車
  - E657系（配置於勝田車輛中心（日语：勝田車両センター））
- 中距離列車
  - E531系（配置於勝田車輛中心）
    - 为交直流一般型列车，可跨线至藤代站以北的常磐线交流电化区间。
    - 车体涂上蓝色带，每节普通车厢单侧4门，有10节编组和15节编组两种，部分车厢同时设置纵横向座椅。
    - 2007年3月18日调整时刻表后，开始设有绿色车厢，绿色车厢从2007年1月6日就开始加挂，但在3月18日前视为普通车厢运营。
    - 列车广播在常磐快速线区间内会提示种别为“快速”，但方向显示屏不显示“快速”字样，而是显示“（列车编号） 常磐线”，特别快速列车则显示“（列车编号） 特别快速 常磐线”、“（列车编号） 特别快速 上野东京线”。
- 快速列車
  - E231系0番台（松戶車輛中心（日语：松戸車両センター））
    - 为直流一般型列车，运用于取手站以南的直流电化区间，以及我孙子站往成田线的直通车次上。
    - 车体涂上黄绿、翠绿色带，每节车厢单侧4门，有10节编组和15节编组两种，列车在成田线内以10节编组或5节编组运行。与E531系不同，该车型不设绿色车厢。
    - 103系为主力的时期，日间一般运用10节编组，2006年3月18日调整时刻表后，大部分车次为15节编组，10节编组列车只在与成田线直通车次相关的车次使用。
    - 2015年3月13日以前，车外的LED显示屏不同时显示线路名称和列车种别，14日上野东京线启用后，显示屏开始交替显示线路名称（“常磐线”或“上野东京线东海道线直通”）和终点站，但列车种别仍单独显示。
    - 在我孙子站进行车辆连接、解编作业的大多为直通成田线的列车，部分列车停站时间较长（除了连接或解编外，也有待避特急列车的情况）。

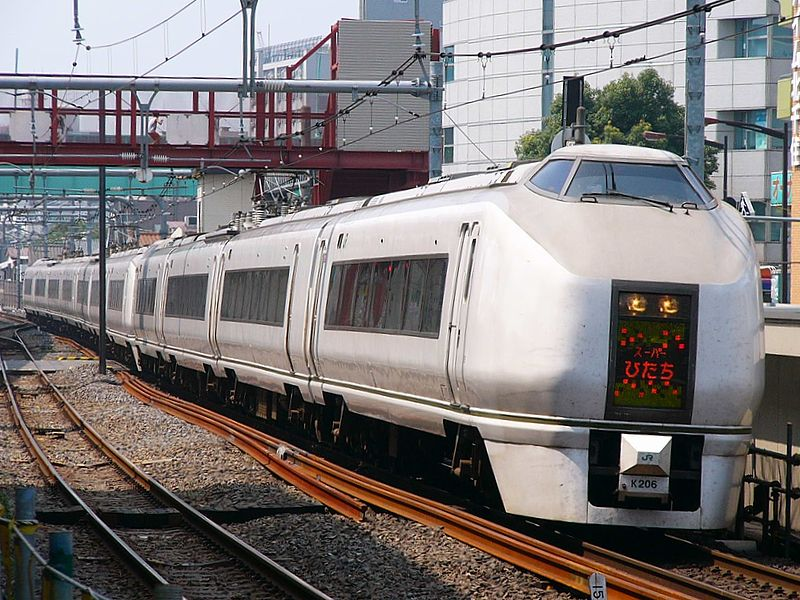
651系
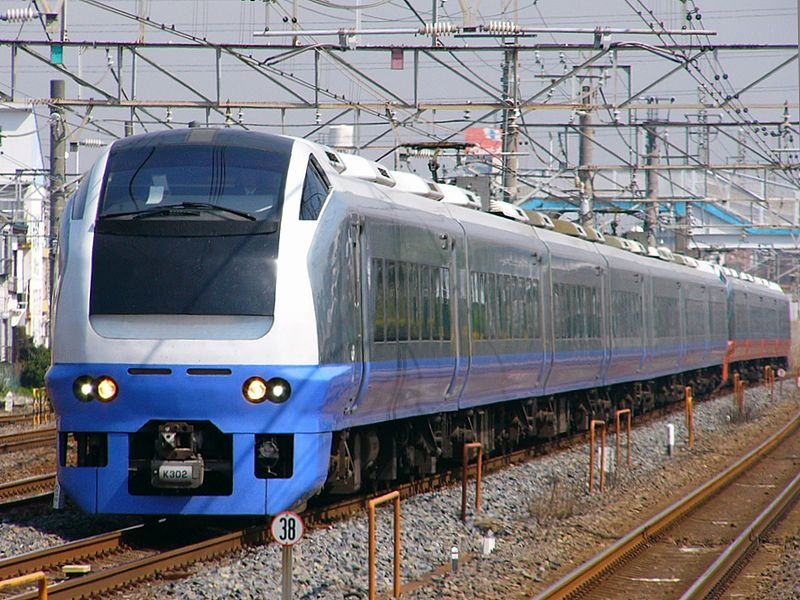
E653系
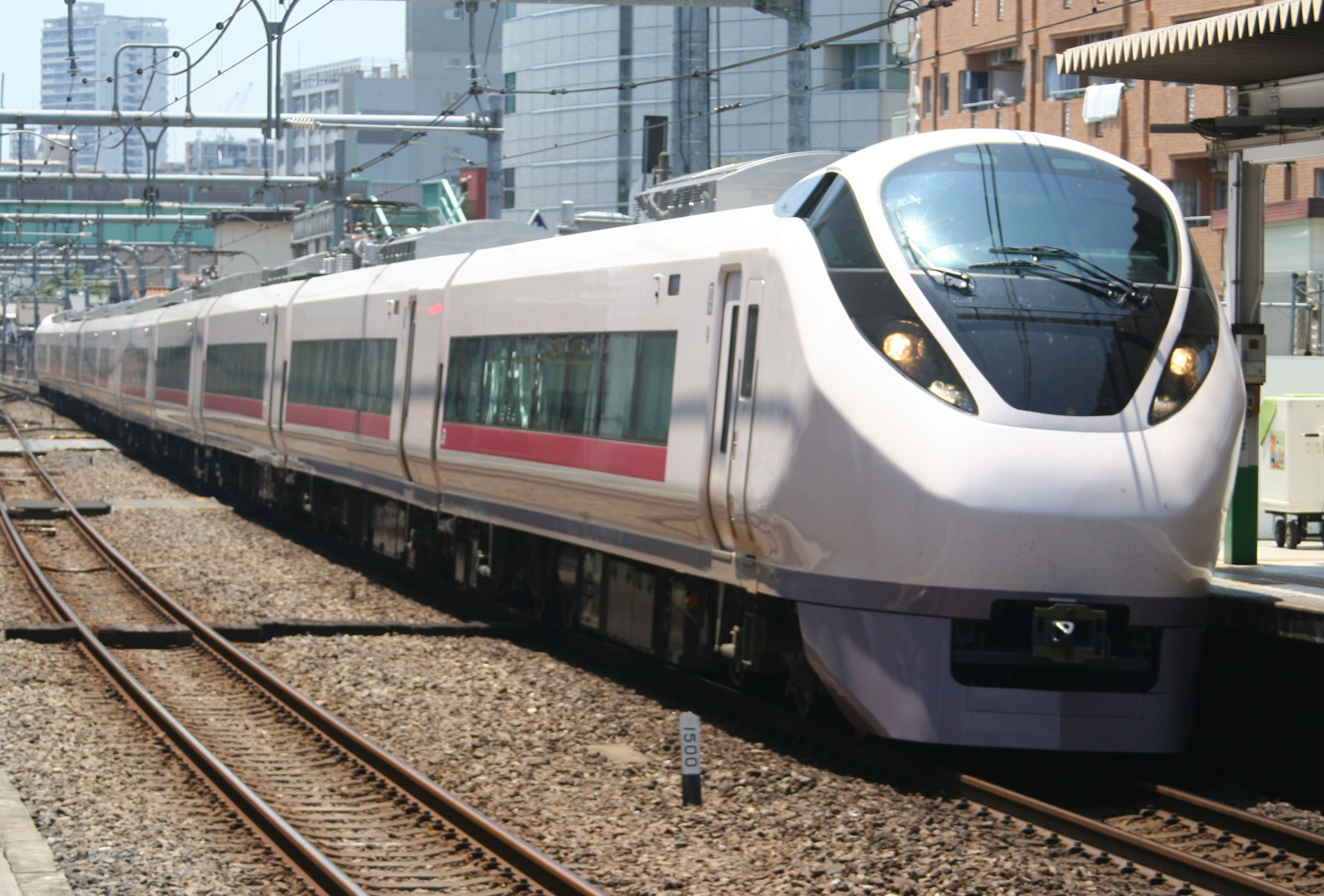
E657系
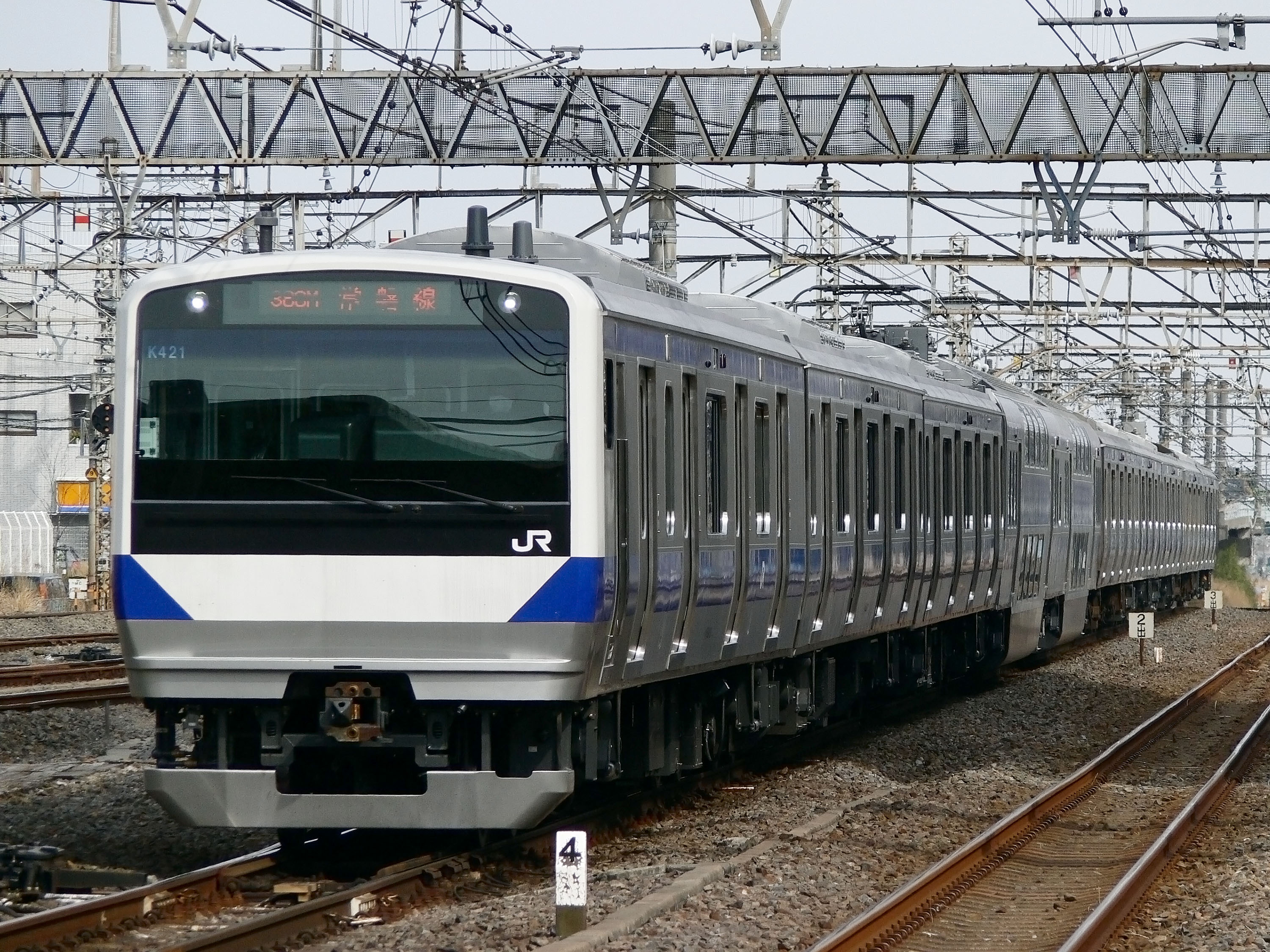
E531系
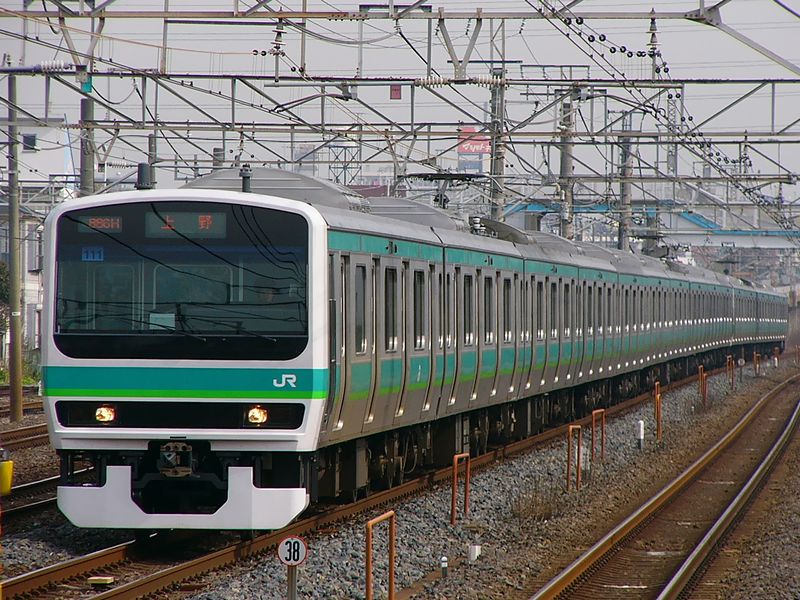
E231系

| 1 | 2 | 3 | 4 | 5 | 6 | 7 | 8 | 9 | 10 |

| 11 | 12 | 13 | 14 | 15 |

| 1 | 2 | 3 | 4 | 5 | 6 | 7 | 8 | 9 | 10 |

| 11 | 12 | 13 | 14 | 15 |

曾使用車輛
- 特急列車
  - 185系：2021年2月前运用于临时特急踊子161、162号列车。
  - 485系
  - 651系：2013年3月前运用于超级常陆号、Fresh常陆号，此后由于新列车未完成坐席识别设备安装，2013年10月至2015年3月13日作为临时列车运用。
  - E653系：作为特急Fresh常陆号的临时列车运用。

- 中距離列車
  - 401、403、415系（日语：国鉄415系電車）
    - 交流区間直通用的交直流列车。401系在1961年、415系在1971年投入运营。
    - 每节车厢单侧3门，有11节编组和15节编组形式，2005年7月8日前也有7、8、12节编组形式，一般在日间时段运营至土浦站以北的车次为11节编组。
    - 2007年3月17日退出运营。
    - 2004年10月16日开始，普通列车在常磐快速线内标注为“快速”，但本车型前后的种别显示为空白。
    - 曾运用于临时快速列车笠间de散步号（日语：笠間deおさんぽ号）

  - E501系
    - 交直流列车，1995年投入运营。
    - 每节车厢单侧4门，15节编组（10节基本编成和5节附属编成），不设洗手间（后期增加设有洗手间的车厢），采用纵向座椅，车身涂装为翠绿色带和白色带（■□）。
    - 2007年3月18日时刻表调整，本车型于同年2月21日退出常磐快速线运营，但在3月17日调整前因列车调动而临时运营。
- 快速列車
  - 103系
    - 1967年投入运营，此后增加了缓行线转来的1000番台车厢，1987年12月开始增加15节编组的列车。2002年开始因车辆老化而逐步置换为E231系，最后的一组10节编组车和两组5节编组车于2006年3月17日退出定期运用。

| 103系退役前的编组 |             |             |             |             |             |             |             |              |             |             |             |             |             |             |               |
| ←上野方向取手方向→ |             |             |             |             |             |             |             |              |             |             |             |             |             |             |               |
| \| 编成 \| マト7编成 \| マト7编成 \| マト7编成 \| マト7编成 \| マト7编成 \| マト7编成 \| マト7编成 \| マト7编成 \| マト7编成 \| マト7编成 \| マト22编成 \| マト22编成 \| マト22编成 \| マト22编成 \| マト22编成 \| \| 车厢 \| 1 \| 2 \| 3 \| 4 \| 5 \| 6 \| 7 \| 8 \| 9 \| 10 \| 11 \| 12 \| 13 \| 14 \| 15 \| \| 车厢形式 \| クハ103 274 \| モハ102 433 \| モハ103 278 \| サハ103 297 \| モハ102 430 \| モハ103 275 \| サハ103 259 \| モハ102 2006 \| モハ103 749 \| クハ103 273 \| クハ103 428 \| モハ102 749 \| モハ103 593 \| モハ102 313 \| クモハ103 147 \| \| 退役前最后一天，只有这组车投运 \| \| \| \| \| \| \| \| \| \| \| \| \| \| \| \| |             |             |             |             |             |             |             |              |             |             |             |             |             |             |               |
| 编成 | マト7编成   | マト7编成   | マト7编成   | マト7编成   | マト7编成   | マト7编成   | マト7编成   | マト7编成    | マト7编成   | マト7编成   | マト22编成  | マト22编成  | マト22编成  | マト22编成  | マト22编成    |
| 车厢 | 1           | 2           | 3           | 4           | 5           | 6           | 7           | 8            | 9           | 10          | 11          | 12          | 13          | 14          | 15            |
| 车厢形式 | クハ103 274 | モハ102 433 | モハ103 278 | サハ103 297 | モハ102 430 | モハ103 275 | サハ103 259 | モハ102 2006 | モハ103 749 | クハ103 273 | クハ103 428 | モハ102 749 | モハ103 593 | モハ102 313 | クモハ103 147 |
| 退役前最后一天，只有这组车投运 |             |             |             |             |             |             |             |              |             |             |             |             |             |             |               |

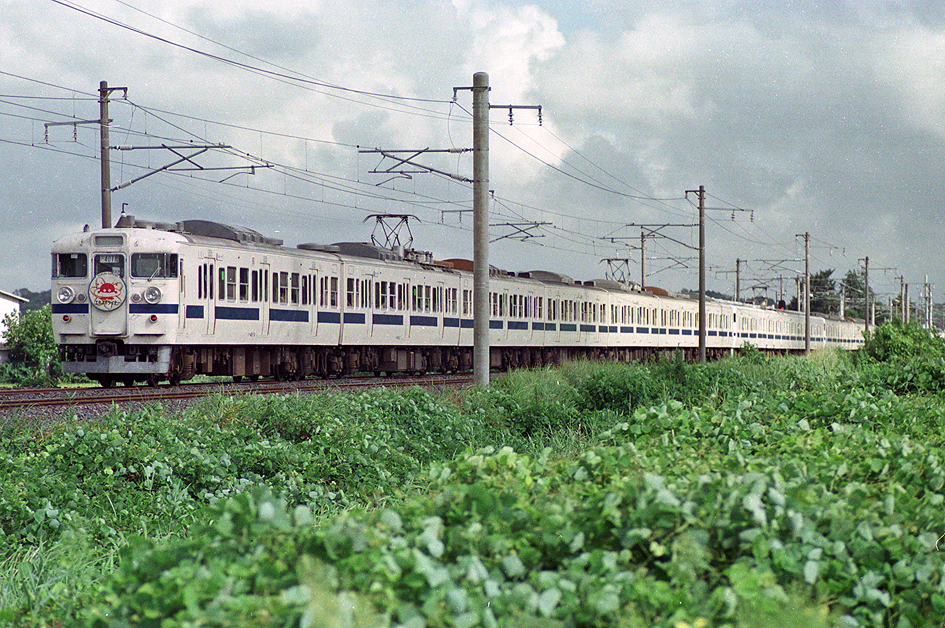
415系
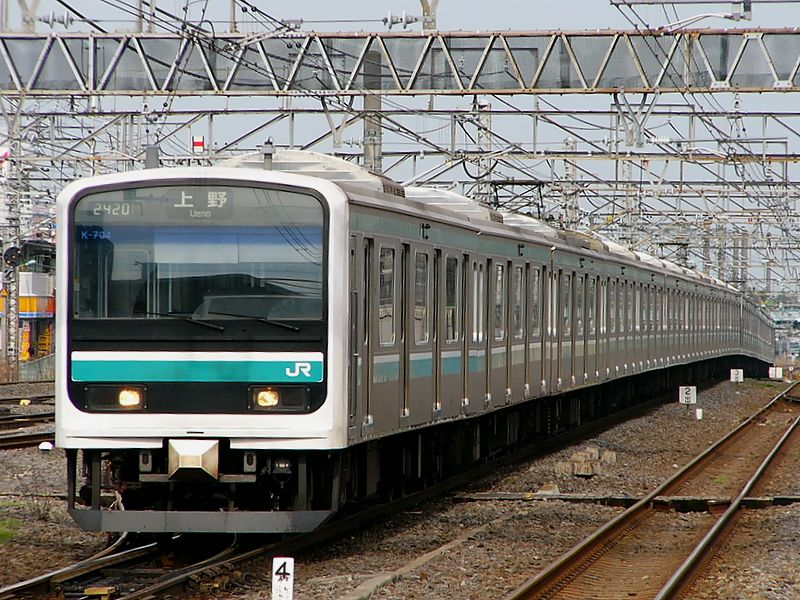
E501系
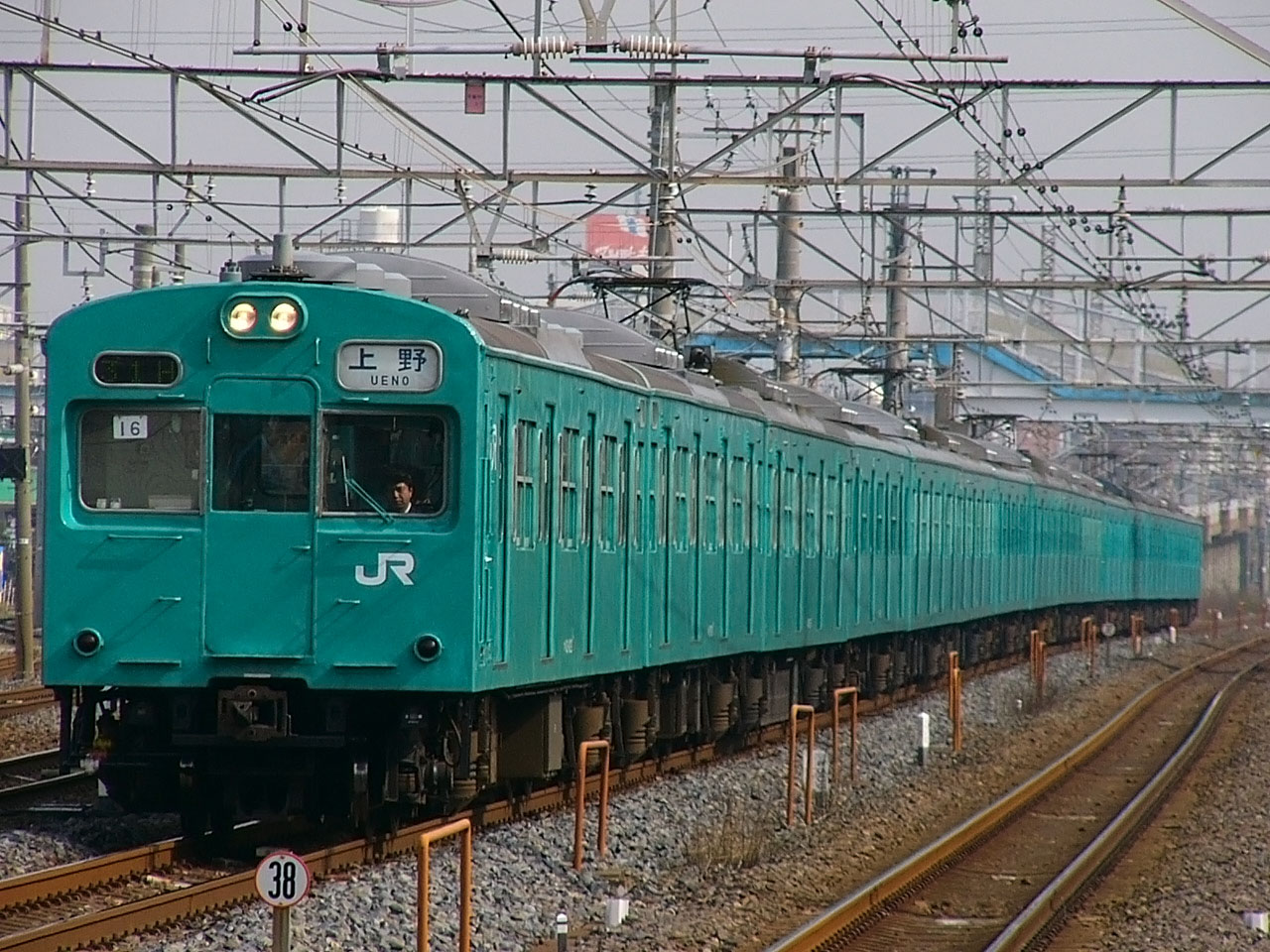
103系

## 混杂率变化
2016年度以前快速列车和中距离列车的混杂率分开计算，2017年度开始为合算。2020年度最拥挤区间（松户→北千住间）混杂率为91%。
| 年度               | 最拥挤区间客运量            | 最拥挤区间客运量            | 最拥挤区间客运量            | 最拥挤区间客运量            | 最拥挤区间客运量          | 最拥挤区间客运量          | 最拥挤区间客运量          | 最拥挤区间客运量          | 备注               |
| 年度               | 松户→北千住间（中距离列车） | 松户→北千住间（中距离列车） | 松户→北千住间（中距离列车） | 松户→北千住间（中距离列车） | 松户→北千住间（快速列车） | 松户→北千住间（快速列车） | 松户→北千住间（快速列车） | 松户→北千住间（快速列车） | 备注               |
| 年度               | 开行班次：班                | 运力：人次                  | 客运量：人次                | 混杂率：%                   | 开行班次：班              | 运力：人次                | 客运量：人次              | 混杂率：%                 | 备注               |
| ------------------ | --------------------------- | --------------------------- | --------------------------- | --------------------------- | ------------------------- | ------------------------- | ------------------------- | ------------------------- | ------------------ |
| 1971年（昭和46年） |                             |                             |                             |                             | 11                        | 12,320                    | 27,700                    | 225                       |                    |
| 1972年（昭和47年） |                             |                             |                             |                             | 10                        | 14,000                    | 28,400                    | 203                       |                    |
| 1973年（昭和48年） |                             |                             |                             |                             | 10                        | 14,000                    | 29,300                    | 210                       |                    |
| 1974年（昭和49年） |                             |                             |                             |                             | 10                        | 14,000                    | 30,200                    | 216                       |                    |
| 1980年（昭和55年） |                             |                             |                             |                             | 10                        | 14,000                    | 37,700                    | 269                       |                    |
| 1981年（昭和56年） |                             |                             |                             |                             | 10                        | 14,000                    |                           |                           |                    |
| 1982年（昭和57年） |                             |                             |                             |                             | 10                        | 14,000                    | 38,790                    | 277                       |                    |
| 1983年（昭和58年） |                             |                             |                             |                             | 10                        | 14,000                    | 39,450                    | 282                       |                    |
| 1984年（昭和59年） |                             |                             |                             |                             | 10                        | 14,000                    | 39,740                    | 284                       |                    |
| 1985年（昭和60年） |                             |                             |                             |                             | 10                        | 14,000                    | 37,500                    | 268                       |                    |
| 1986年（昭和61年） |                             |                             |                             |                             | 10                        | 14,000                    | 37,940                    | 271                       |                    |
| 1987年（昭和62年） |                             |                             |                             |                             | 10                        | 14,000                    | 39,080                    | 279                       |                    |
| 1988年（昭和63年） |                             |                             |                             |                             | 10                        | 21,000                    | 39,700                    | 189                       |                    |
| 1989年（平成元年） | 7                           | 12,670                      | 29,140                      | 230                         | 10                        | 21,000                    | 45,900                    | 219                       |                    |
| 1990年（平成2年）  |                             |                             |                             |                             | 10                        | 21,000                    | 46,450                    | 221                       |                    |
| 1991年（平成3年）  |                             |                             |                             |                             | 10                        | 21,000                    | 47,600                    | 227                       |                    |
| 1992年（平成4年）  |                             |                             |                             |                             | 10                        | 21,000                    | 49,030                    | 233                       |                    |
| 1993年（平成5年）  |                             |                             |                             |                             | 10                        | 21,000                    | 49,100                    | 234                       |                    |
| 1994年（平成6年）  |                             |                             |                             |                             | 10                        | 21,000                    | 48,700                    | 232                       |                    |
| 1995年（平成7年）  |                             |                             |                             |                             | 10                        | 21,000                    | 48,740                    | 232                       |                    |
| 1996年（平成8年）  | 9                           | 17,480                      | 37,950                      | 217                         | 10                        | 21,000                    | 46,150                    | 220                       |                    |
| 1997年（平成9年）  |                             |                             |                             |                             | 10                        | 21,000                    | 45,400                    | 216                       |                    |
| 1998年（平成10年） |                             |                             |                             |                             | 10                        | 21,000                    | 44,400                    | 211                       |                    |
| 1999年（平成11年） |                             |                             |                             |                             | 10                        | 21,000                    | 43,730                    | 208                       |                    |
| 2000年（平成12年） |                             |                             |                             | 189                         | 10                        | 21,000                    | 43,120                    | 205                       |                    |
| 2001年（平成13年） |                             |                             |                             |                             | 10                        | 21,000                    | 41,530                    | 203                       |                    |
| 2002年（平成14年） | 10                          | 20,160                      | 37,090                      | 184                         | 10                        | 21,360                    | 41,530                    | 196                       |                    |
| 2003年（平成15年） |                             |                             |                             |                             | 10                        | 21,840                    | 41,530                    | 190                       |                    |
| 2004年（平成16年） | 9                           |                             | 36,300                      | 183                         | 10                        | 22,200                    | 41,100                    | 185                       |                    |
| 2005年（平成17年） | 10                          |                             | 34,600                      | 167                         | 10                        | 22,200                    | 37,600                    | 169                       | 筑波快线开业年度   |
| 2006年（平成18年） | 10                          |                             | 35,000                      | 169                         | 9                         | 19,980                    | 35,300                    | 177                       |                    |
| 2007年（平成19年） | 10                          | 18,040                      | 32,850                      | 182                         | 9                         | 19,980                    | 35,080                    | 176                       |                    |
| 2008年（平成20年） | 10                          | 18,040                      |                             |                             | 9                         | 19,980                    | 34,990                    | 175                       |                    |
| 2009年（平成21年） | 10                          | 18,040                      | 32,240                      | 179                         | 9                         | 19,980                    | 34,480                    | 173                       |                    |
| 2010年（平成22年） | 10                          | 18,040                      | 31,860                      | 177                         | 9                         | 19,980                    | 34,070                    | 171                       |                    |
| 2011年（平成23年） | 10                          | 18,040                      | 31,580                      | 175                         | 9                         | 19,980                    | 33,920                    | 170                       |                    |
| 2012年（平成24年） | 10                          | 18,040                      | 31,200                      | 173                         | 9                         | 19,980                    | 33,480                    | 168                       |                    |
| 2013年（平成25年） | 10                          | 18,040                      | 31,080                      | 172                         | 9                         | 19,980                    | 33,350                    | 167                       |                    |
| 2014年（平成26年） | 10                          | 18,040                      | 30,300                      | 168                         | 9                         | 19,980                    | 32,520                    | 163                       | 上野东京线开业年度 |
| 2015年（平成27年） | 9                           | 16,236                      | 26,230                      | 162                         | 10                        | 22,200                    | 35,680                    | 161                       |                    |
| 2016年（平成28年） | 9                           | 16,236                      | 25,990                      | 160                         | 10                        | 22,200                    | 35,460                    | 160                       |                    |
| 2017年（平成29年） |                             |                             |                             |                             |                           |                           |                           |                           |                    |
| 2018年（平成30年） |                             |                             |                             |                             |                           |                           |                           |                           |                    |
| 2019年（令和元年） |                             |                             |                             |                             |                           |                           |                           |                           |                    |
| 2020年（令和2年）  |                             |                             |                             |                             | 19                        | 38,852                    | 35,540                    | 91                        |                    |

## 車站列表
- ：按特定都區市內制度定義為「東京都區內」車站，：按特定都區市內制度定義為「東京山手線內」車站
- 日暮里－東京的營業距離為5.8公里
- 停車站
  - 常磐緩行線列車（各站停車班次）請參閱「常磐緩行線」車站列表段
  - 常磐線特別快速：●是停靠車站，｜是通過車站
  - 常磐線快速及普通列車均停表內所有車站
  - 特急列車請參閱「常陸號列車」條目

| 正式路線名   | 車站編號     | 中文站名     | 日文站名     | 英文站名     | 站間營業距離 | 日暮里起計 營業距離 | 特別快速 | 接續路線、備註 | 所在地                                    | 所在地                                    |
| ------------ | ------------ | ------------ | ------------ | ------------ | ------------ | ------------------- | --- | --- | ----------------------------------------- | ----------------------------------------- |
|              |              |              |              |              |              |                     | | |                                           |                                           |
| 直通運行路段 | 直通運行路段 | 直通運行路段 | 直通運行路段 | 直通運行路段 | 直通運行路段 | 直通運行路段        | 途經上野東京線東京站直通至 東海道線品川站                                                                                       | 途經上野東京線東京站直通至 東海道線品川站 | 途經上野東京線東京站直通至 東海道線品川站 | 途經上野東京線東京站直通至 東海道線品川站 |
| 東北本線     | JJ01         | 上野         |              |              | -            | 2.2                 | ● | 東日本旅客鐵道： 東北新幹線、山形新幹線、秋田新幹線、上越新幹線、北陸新幹線（途經長野）、 山手線（JY05）、 京濱東北線（JK30）、 宇都宮線（東北本線）、高崎線（JU02） 東京地下鐵： 銀座線（G-16）、 日比谷線（H-18） 京成電鐵： 本線 ⇒京成上野（KS01） | 東京都                                    | 台東區                                    |
| 東北本線     | JJ02         | 日暮里       |              |              | 2.2          | 0.0                 | ● | 東日本旅客鐵道： 山手線（JY07）、 京濱東北線（JK32） 京成電鐵： 本線（KS02） 東京都交通局： 日暮里-舍人線（NT 01） | 東京都                                    | 荒川區                                    |
| 常磐線       | JJ02         | 日暮里       |              |              | 2.2          | 0.0                 | ● | 東日本旅客鐵道： 山手線（JY07）、 京濱東北線（JK32） 京成電鐵： 本線（KS02） 東京都交通局： 日暮里-舍人線（NT 01） | 東京都                                    | 荒川區                                    |
| JJ03         | 三河島       |              |              | 1.2          | 1.2          | ｜                  | | | 東京都                                    | 荒川區                                    |
| JJ04         | 南千住       |              |              | 2.2          | 3.4          | ｜                  | 東京地下鐵： 日比谷線（H-21） 首都圈新都市鐵道： 筑波快線（TX04）                                                               | | 東京都                                    | 荒川區                                    |
| JJ05         | 北千住       |              |              | 1.8          | 5.2          | ●                   | 東京地下鐵： 千代田線（C-18）、 日比谷線（H-22） 東武鐵道： 伊勢崎線（東武晴空塔線）（TS-09） 首都圈新都市鐵道： 筑波快線（05） | 足立區 | 東京都                                    |                                           |
| JJ06         | 松戶         |              |              | 10.5         | 15.7         | ●                   | 東日本旅客鐵道： 常磐線（各站停車）（JL22） 新京成電鐵： 新京成線（SL01）                                                       | 千葉縣 | 松戶市                                    |                                           |
| JJ07         | 柏           |              |              | 11.2         | 26.9         | ●                   | 東日本旅客鐵道： 常磐線（各站停車）（JL28） 東武鐵道： 野田線（東武都市公園線）（TD-24）                                        | 千葉縣 | 柏市                                      |                                           |
| JJ08         | 我孫子       |              |              | 4.4          | 31.3         | ｜                  | 東日本旅客鐵道：成田線（直通運行）、 常磐線（各站停車）（JL30）                                                                 | 千葉縣 | 我孫子市                                  |                                           |
| JJ09         | 天王台       |              |              | 2.7          | 34.0         | ｜                  | 東日本旅客鐵道： 常磐線（各站停車）（JL31）                                                                                     | 千葉縣 | 我孫子市                                  |                                           |
| JJ10         | 取手         |              |              | 3.4          | 37.4         | ●                   | 東日本旅客鐵道：常磐線（土浦方向）、 常磐線（各站停車）（JL32） 關東鐵道：常總線                                                | 茨城縣 取手市 | 茨城縣 取手市                             |                                           |

1. ↑  日中的快速運行時間帶通過。
2. ↑  北千住－綾瀨段有關的車費計算參見「常磐緩行線#車費計算的特例」。
3. 1 2 3  日中時間帶不在我孫子－取手段運行。

- 松戶站－北千住站通過葛飾區，該區內全部只設緩行線車站，沒有快速停靠站。另外，松戶站－柏站通過流山市，但該市內不設車站。